# Cryptopalpus metallicus
Cryptopalpus metallicus är en tvåvingeart som beskrevs av Charles Howard Curran 1947. Cryptopalpus metallicus ingår i släktet Cryptopalpus och familjen parasitflugor.
Artens utbredningsområde är Panama. Inga underarter finns listade i Catalogue of Life.